# Kasztanowka (przystanek kolejowy)
Kasztanowka (ros. Каштановка) – przystanek kolejowy w miejscowości Kasztanowka, w rejonie zielenogradskim, w obwodzie królewieckim, w Rosji. Położony jest na linii Królewiec – Zielenogradsk – Swietłogorsk.

## Historia
W okresie przynależności tych terenów do Niemiec istniała tu stacja kolejowa Mollehnen.